# Фолклендский дворец
Фолклендский дворец (англ. Falkland Palace) — охотничий дворец во французском (проторенессансном) стиле, воздвигнутый в 1497—1541 годах в местечке Фолкленд (область Файф, Шотландия) шотландскими королями Яковом IV и Яковом V.

## История
Шотландские монархи приобрели Фолкленд у клана Макдаффов в 1424 году. Роберт Стюарт уморил голодом в Фолклендском замке старшего сына короля Роберта III, Давида. Яков IV и Яков V сюда наведывались в основном во время соколиных охот. Едва ли не главная достопримечательность замка — старейший в мире зал для игры в реал-теннис (1539), который до сих пор используется спортсменами.
Отец Марии Стюарт, Яков V, умер в этой резиденции, и его преемники не жаловали её своим вниманием. В 1654 году дворец был сожжён солдатами Кромвеля и простоял в развалинах до 1887 года, когда Джон Патрик Крайтон-Стюарт, 3-й маркиз Бьют (представитель младшей ветви дома Стюартов) начал реставрационные работы. Его потомки владеют дворцом и по сей день. С 1952 года зданием доверительно управляет Национальный фонд Шотландии.

## Галерея

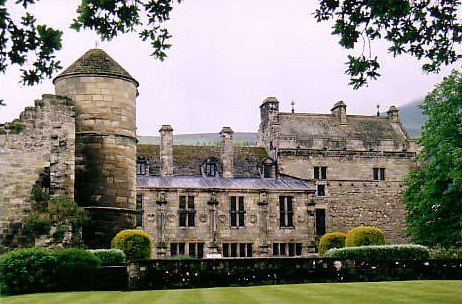
Вид на Фолклендский дворец
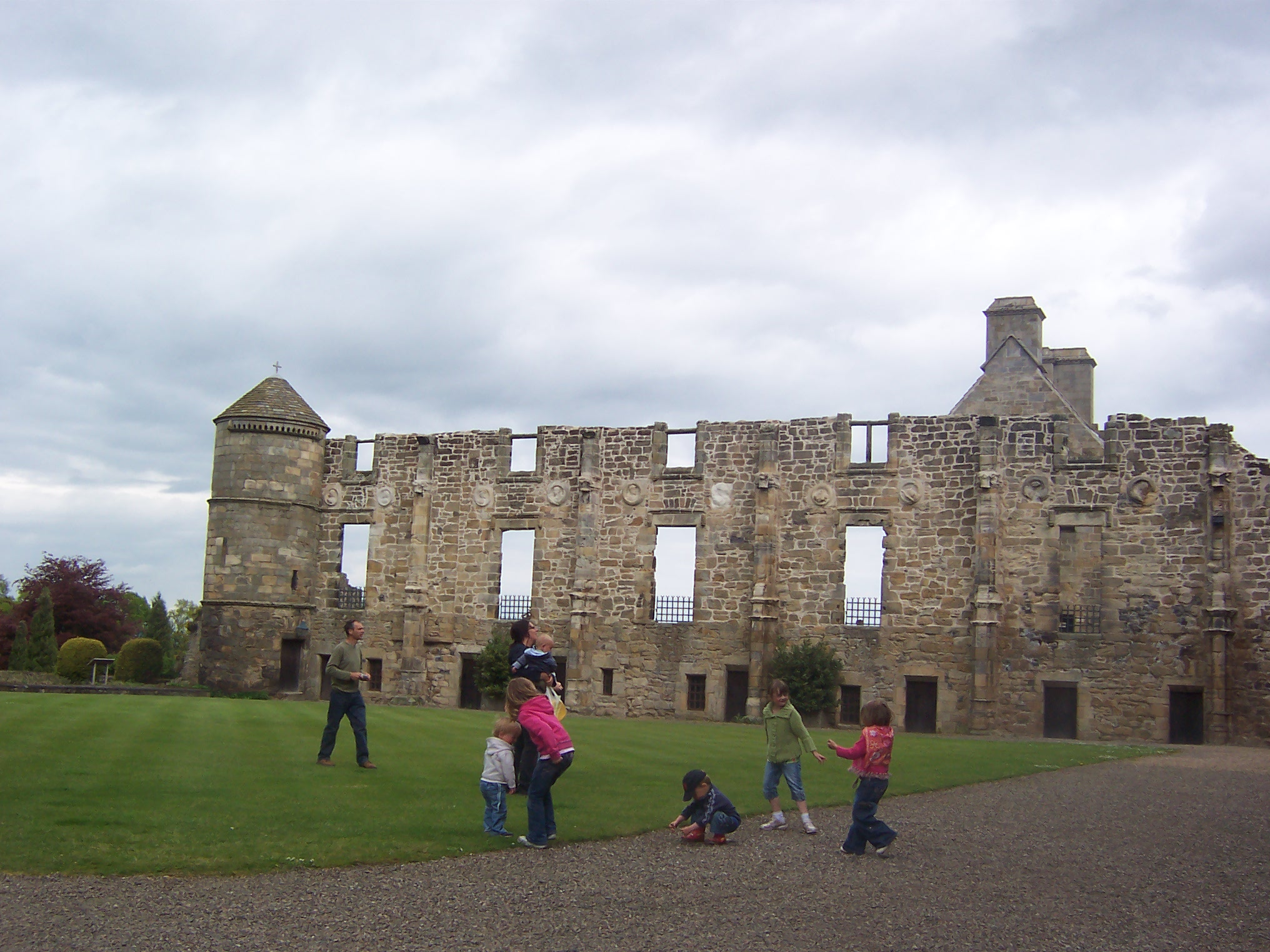
Руинированная часть дворца
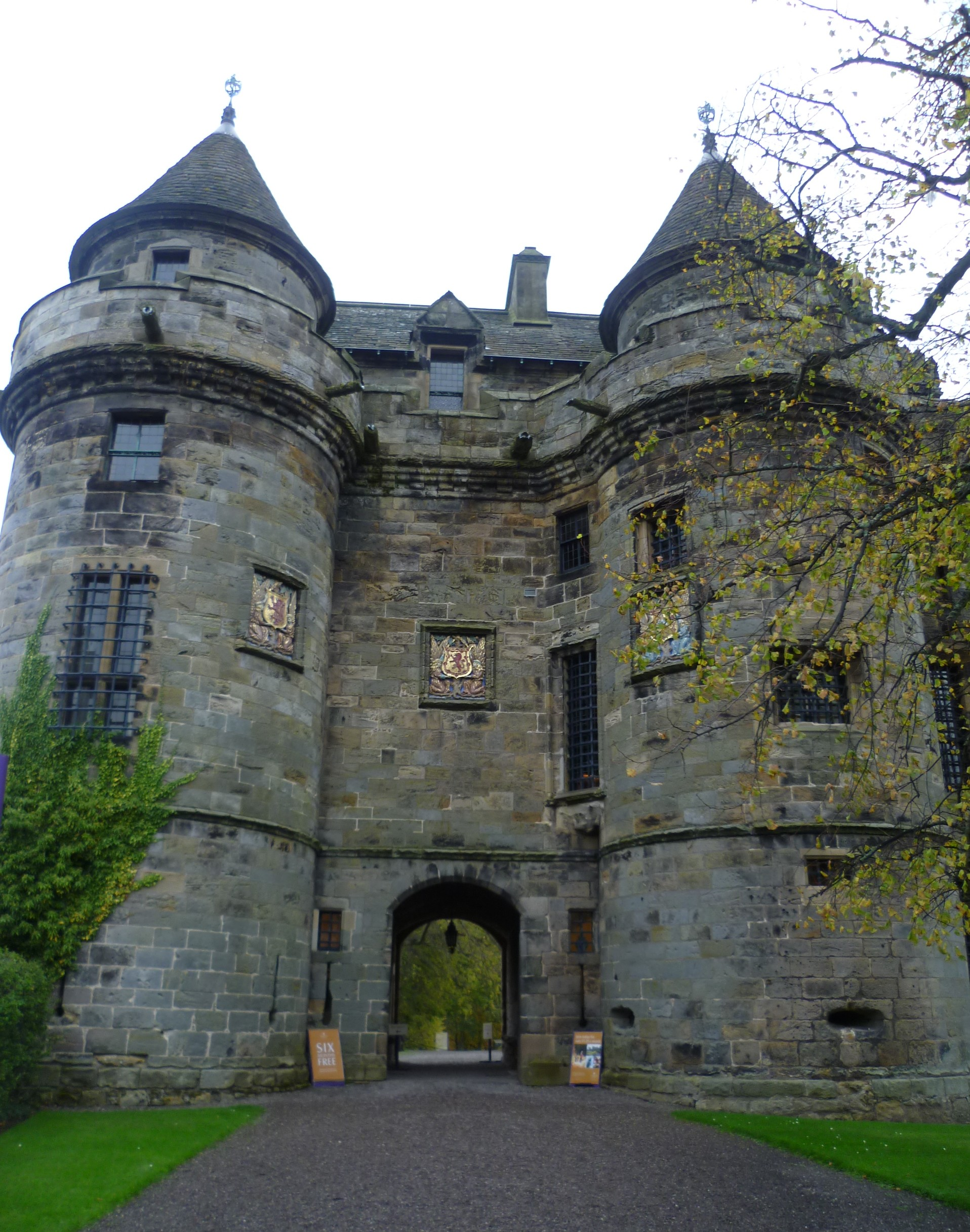
Главные ворота дворца
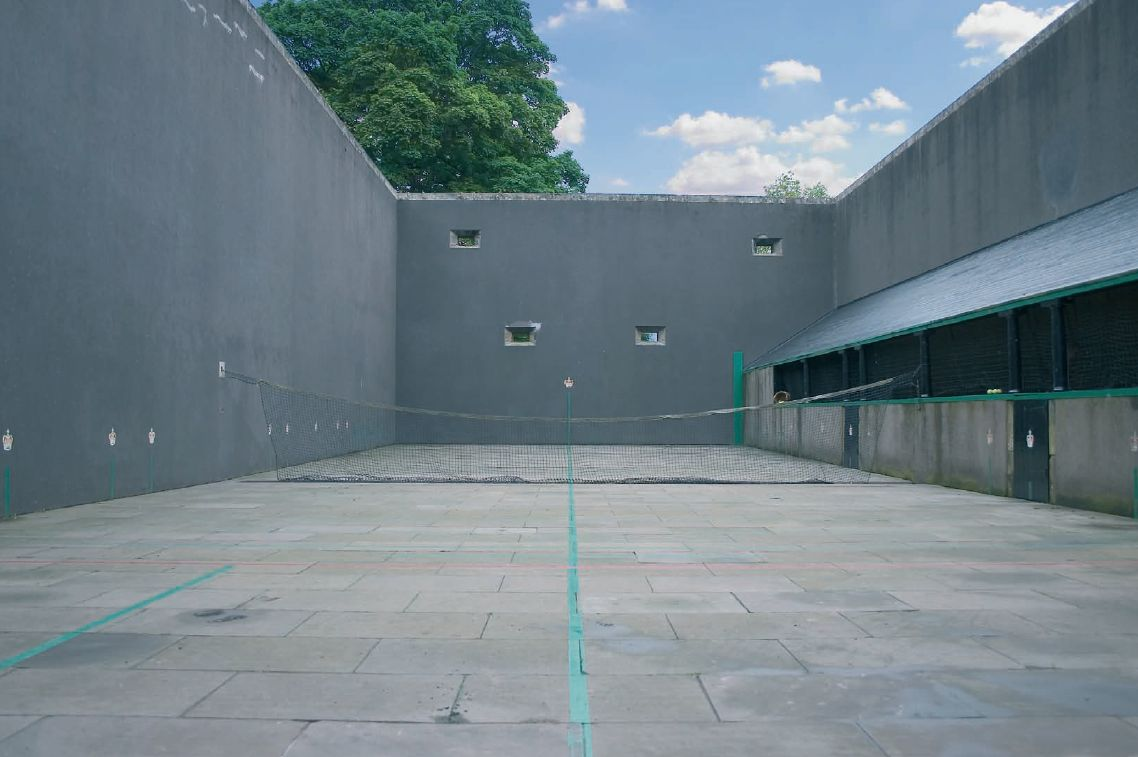
Старейший зал для игры в мяч